# Ngựa máu nóng Hà Lan
Ngựa máu nóng Hà Lan là một giống ngựa được đăng ký và công nhận bởi Koninklijk Warmbloed Paardenstamboek Nederland (Royal Warmblood Studbook của Hà Lan (KWPN), sự lai tạo và những trang phục thi đấu biểu diễn và cho thấy đây là giống ngựa thi nhảy, cũng như chương trình trình diễn ngựa cũng như ngựa kéo xe thi đấu (ngựa Gelderlander) và một show trình diễn của thợ săn thợ săn ở Bắc Mỹ được phát triển thông qua một chương trình nhân giống bắt đầu vào những năm 1960, người Hà Lan là một trong những con ngựa cạnh tranh thành công nhất được phát triển ở Châu Âu sau chiến tranh. Không có đăng ký lai tạo ngựa nhảy chương trình quốc tế thành công hơn so với KWPN. Trong năm 2010, giống ngựa máu nóng Hà Lan được xếp hạng số 1 về khả năng bật nhảy của Liên đoàn Chăn nuôi Thế giới về Ngựa thể thao (WBFSH). cũng như trong những cuộc trình diễn tài vận.
Một số kỳ thi đạt huy chương Olympic gần đây được tổ chức tại Hà Lan bao gồm Royal Kaliber, Montender, Authentic (Nimrod), Mac Kinley năm 2004, De Sjiem năm 2000 và Hickstead năm 2008. Một con ngựa giống máu nóng của Hà Lan có tên là Totilas đã lập kỷ lục thế giới về số điểm thi đấu cao nhất tại Grand Prix Freestyle Dressage, và giành được ba huy chương vàng tại Thế vận hội đua ngựa thế giới FEI 2010. Người giữ kỷ lục thế giới hiện tại cho Grand Prix Freestyle Dressage là Valegro, với tay đua người Anh Charlotte Dujardin. Valegro là KWPN được Negro thuê. Ở Bắc Mỹ, ngựa máu nóng Hà Lan là một lựa chọn ưa thích cho việc trình diễn kiểu thợ săn.